# Middle Docks & Engineering Company

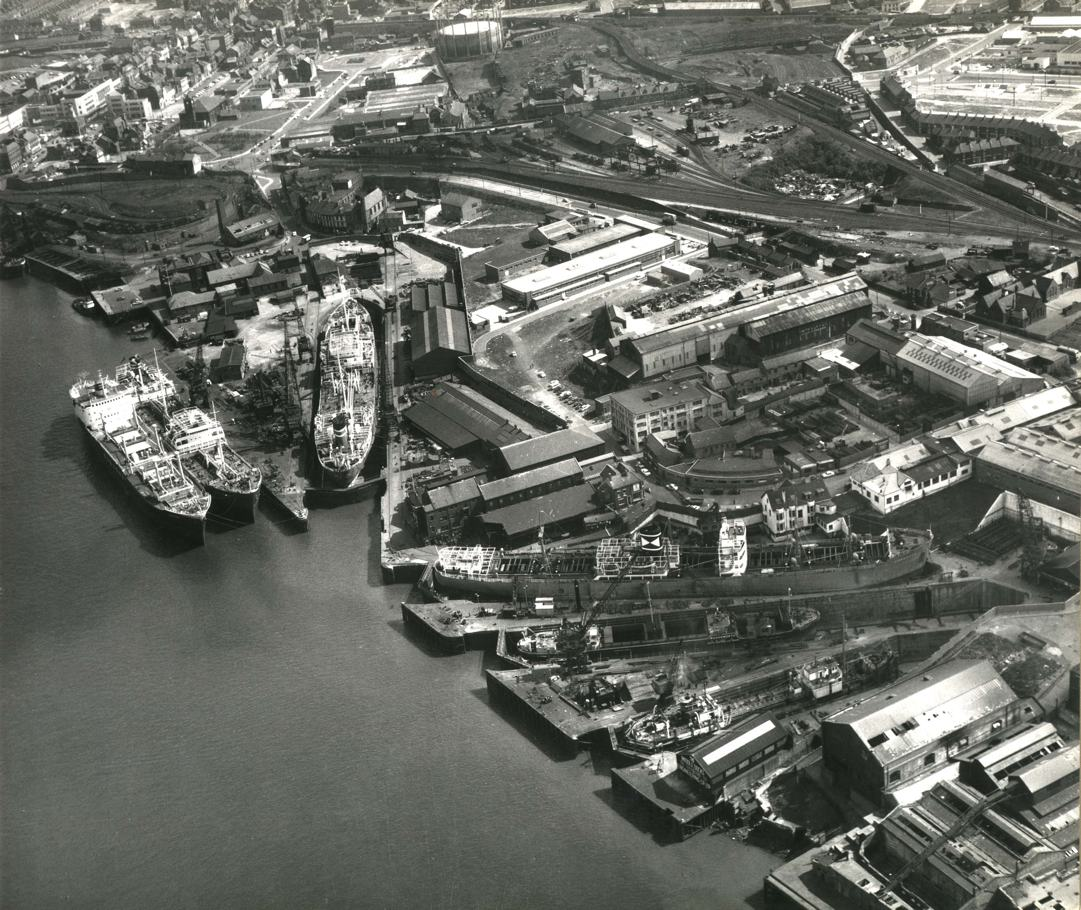
Luftaufnahme der Werft (1963)

Middle Docks & Engineering Company war eine Werft in West Holborn, South Shields (North East England).

## Geschichte
1899 wurde die Werft Mail, Macfarlane & Company in West Holborn durch G. E. Henderson verkauft und am 5. Februar 1900 unter der Führung von J. H. Edwards neu gegründet. Das Unternehmen beschäftigte sich in der Hauptsache mit Schiffsreparaturen und wurde unter der neuen Führung erweitert und modernisiert. So wurde 1909 ein drittes und 1917 ein viertes Trockendock eröffnet. In der Zeit zwischen den beiden Weltkriegen bis 1941 wurden auch die beiden älteren Trockendocks der Werft erweitert. Im Jahr 1959 wurde das Unternehmen in eine Kapitalgesellschaft umgewandelt und beschäftigte 1961 1100 Mitarbeiter.

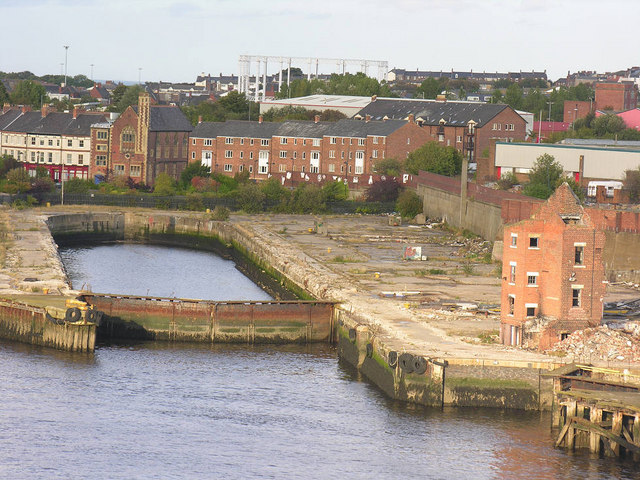
Überreste der ehemaligen Werft (2007)

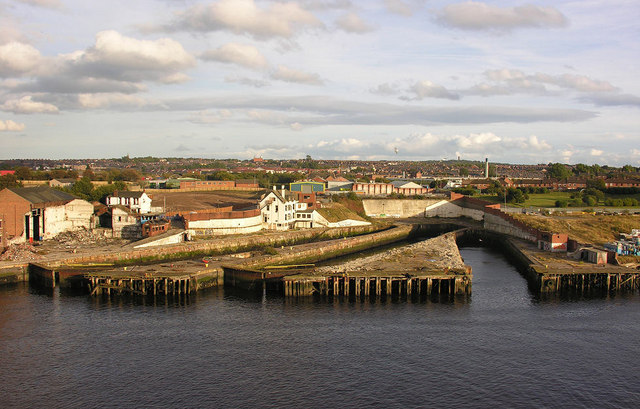
Überreste der ehemaligen Werft (2007)

Nachdem die Werft 1976 mit der Baunummer 12 noch einen ihrer wenigen Schiffsneubauten, den Schwimmkran Thor, an das Bauunternehmen Christiani & Nielsen abgeliefert hatte, wurde sie am 1. Juli 1977 in die staatliche British Shipbuilders Corporation eingegliedert. Unter der Ägide von British Shipbuilders wurde die Werft in die Tyne Shiprepairers Group eingegliedert und konzentrierte sich im Verbund auf das Reparaturgeschäft. 1991 übernahm Tyne Dock Engineering Company (T.D.E.), die 1984 schon die benachbarte Werft John Readhead and Sons übernommen hatte, auch Middle Docks und führte beide privatwirtschaftlich weiter. Schon Mitte der 1990er Jahre geriet dieses Unternehmen aber in finanzielle Schwierigkeiten und wurde im Oktober 1998 vom Eigentümer Zenta an das Schiffbauunternehmen Cammell Laird veräußert. Die ehemalige Werft wurde noch für Umbauarbeiten genutzt, später aber größtenteils abgebrochen.